# Aporum ramificans
Aporum ramificans é uma espécie de orquídea epífita de hábito pendente e flores pequenas, que habita Sulawesi e Ilhas molucas.